# English Electric Part Two
English Electric Part Two è l'ottavo album in studio del gruppo musicale inglese Big Big Train, pubblicato nel 2013.

## Tracce
Testi e musiche di Greg Spawton, eccetto dove indicato.
1. East Coast Racer – 15:43
2. Swan Hunter – 6:20 (Spawton, David Longdon)
3. Worked Out – 7:30
4. Leopards – 3:54 (Longdon)
5. Keeper of Abbeys – 6:58
6. The Permanent Way – 8:29
7. Curator of Butterflies – 8:44

## Formazione
- Nick D'Virgilio –  batteria (tutte le tracce), cajon (tracce 5, 7), cori (6)
- Dave Gregory – chitarra elettrica (tutte), E-bow guitar (1), marimba (track 3), chitarra elettrica a 12 corde (5)
- David Longdon –  voce, cori (tutte), flauto (3, 5, 7), vibes, shaker (2), banjo (2, 4), percussioni (3), chitarra acustica, piano, sintetizzatore (4), tamburello, fisarmonica, Dumbek (5)
- Danny Manners - tastiera (1), piano (1, 2, 3, 6, 7), organo, sintetizzatore (3), contrabbasso (4, 5)
- Andy Poole –  tastiera (1), cori (tutte), chitarra acustica (3, 5), mandolino, piano elettrico (5), chitarra acustica a 12 corde, bass pedals (7)
- Gregory Spawton –  basso (tutte eccetto traccia 4), chitarra elettrica (1, 3), mellotron (1), cori (tutte), mandolino (1, 5), chitarra a 12 corde (1, 3, 7), chitarra acustica (3, 5), organo (5)